# Subasta inversa

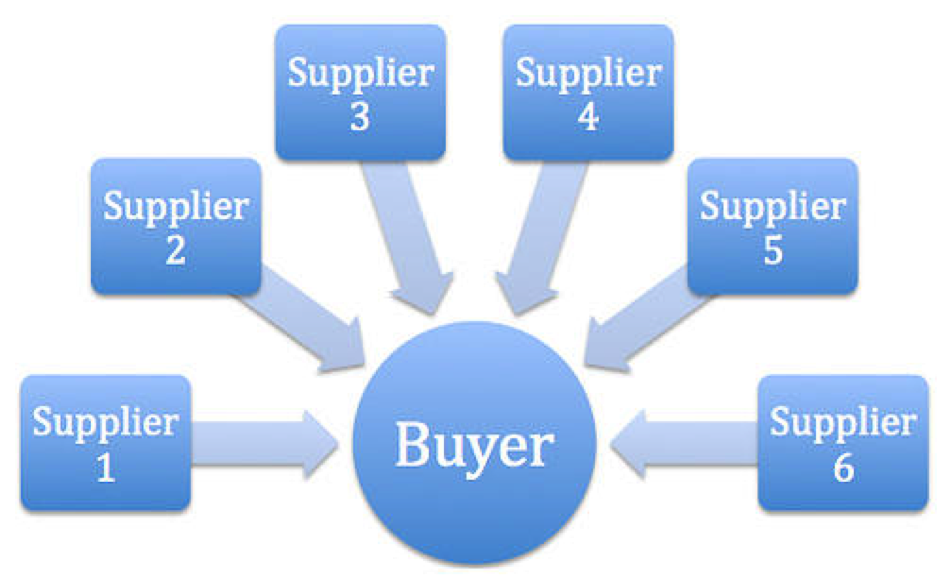
Proceso de subasta inversa

Una subasta inversa o reversa es un tipo de subasta en la que se invierten los papeles de comprador y el vendedor. En una subasta ordinaria (también conocido como una subasta de avance), los compradores compiten para obtener un bien o servicio, ofreciendo precios cada vez más altos. En una subasta inversa, los vendedores compiten para obtener negocio del comprador y los precios suelen disminuir a medida que los vendedores socavan mutuamente.

## Funcionamiento
La subasta inversa es una estrategia utilizada por muchas empresas u organizaciones administrativas de compras y suministros para la gestión del gasto, como parte del abastecimiento estratégico y las actividades de gestión global de suministro. Este tipo de subasta se hace más popular a medida que el comercio electrónico toma más fuerza y popularidad.
En una subasta normal (Forward auction), el vendedor ofrece un artículo en una venta tipo subasta, donde varios compradores ofrecen montos por el artículo y el que ofrece el valor más alto gana la subasta y compra el artículo.
En una subasta inversa (reverse auction) el comprador expresa o presenta el artículo que necesita con detalles y especificaciones, los vendedores u oferentes ofrecen su o sus productos y precios. En este tipo de subasta el vendedor que ofrece el precio más bajo gana la subasta.
En una subasta inversa el comprador contrata un creador de mercado para ayudar a hacer los preparativos necesarios para llevar a cabo la subasta inversa. Esto incluye: la búsqueda de nuevos proveedores, la formación de nuevos proveedores y titulares, la organización de la subasta, gestionar el evento de la subasta, y proporcionar datos de la subasta a los compradores a fin de facilitar la toma de decisiones.
El creador de mercado, en nombre del comprador, emite una solicitud de cotización (RFQ) para comprar un artículo en particular o grupo de artículos (llamado un lote). En el día y el tiempo señalado, varios proveedores, por lo general 5—20, inician sesión en el sitio de subastas y cotizaciones de entrada a varios en un periodo de 30 a 90 minutos. Estas cotizaciones reflejan los precios que están pidiendo para suministrar el bien o servicio solicitado.
Sin embargo, los compradores frecuentes se les otorga contratos obligatorios (es decir, actuales) a los proveedores, incluso si los precios son más altos que la ofertas más bajas, porque los costos para cambiar de trabajo de un nuevo proveedor son más altos que los ahorros potenciales que se pueden realizar. Este resultado, si bien es muy atractivo para los compradores, pero es menudo duramente criticado por los proveedores actuales o nuevos. 
El uso de programas de optimización se ha convertido popular desde 2002 para ayudar a los compradores a determinar cuál fuente de proveedor funciona. Incluye el comprador y los datos pertinentes de los vendedores.
Las subastas inversas se utilizan para llenar grandes contratos de poco valor para las organizaciones comerciales públicas y privadas. Además de los temas tradicionalmente considerados como productos básicos, las subastas inversas se utilizan también para el comprador de origen de bienes y servicios diseñados, e incluso se ha sido utilizado para los proveedores de origen de la subasta inversa. La primera vez que ocurrió esto fue en agosto de 2002, por America West Airlines (ahora US Airways), utilizando los mercados de software libre y ganados por MaterialNet.
La mayoría de las compras que están sujetas a las subastas inversas en los últimos años ha estado en la categoría de comprador de diseño de bienes seguida de los de servicios y la comodidad de los artículos básicos. Hoy en día, un promedio de 5% del gasto empresarial total se origina mediante subastas a la inversa. Esta cifra fue mayor en los últimos años, lo que indica que los bienes y servicios a los que la subasta inversa puede aplicarse con éxito son ilimitados.

## Historia
Las subastas inversas han ganado popularidad en la década de 1990 como consecuencia de la aparición de herramientas basadas en Internet de subastas en línea. Pionero de las subastas inversas en línea, FreeMarkets, fue fundada en 1995 por el consultor de McKinney y el exejecutivo de General Electric Glen Meakem después de no encontrar el respaldo interno de la idea de una división de subasta inversa de GE. Meakem contrató a Mckinsey, colega Sam Kinney que desarrolló gran parte de la propiedad intelectual detrás de FreeMarkets. Con sede en Pittsburgh, PA, FreeMarkets construyó equipos de hacedores de mercado y los gerentes de los productos básicos para gestionar el proceso de ejecutar el proceso de licitación en línea y establecer operaciones de mercado para administrar subastas globales.
El crecimiento de la compañía se vio favorecido en gran medida por la exageración de la 'era punto com.' Clientes como FreeMarkets incluido BP plc, United Technologies, Visteon, HJ.Heinz, Phelps Dodge, Exxon Mobil, Shell y Royal Dutch Shell, por nombrar unos pocos, empezaron a competir por docenas, hasta los proveedores de servicios de subasta inversa y las empresas establecidas, como General Motors y SAP, se apresuraron a unirse al mercado de subastas inversas.
Aunque FreeMarkets sobrevivió a la liquidación del auge de las puntocom, en la década de 2000 era evidente que su modelo de negocio era en realidad una antigua empresa de economía de consultar con algún software sofisticado. Las subastas inversas en línea empezaron a ser dominantes y los precios que FreeMarkets había mandado por sus servicios disminuyeron significativamente. Esto llevó a una consolidación del mercado de subastas a la inversa. En enero de 2004, ha anunciado arriba que compró FreeMarkets por $493 millones.
La revista Fortune publicó un artículo en marzo de 2000 que describe los primeros días de subastas inversas.
En los últimos años subasta inversa móviles han evolucionado. A diferencia de negocio a negocio (B2B), las subastas inversas móviles son de empresa a consumidor (B2C) y permite a los consumidores ofertar productos por centavos. La oferta más baja gana.

## Problemas y oportunidades
Los compradores, vendedores y empresarios deben respetar las normas de las subastas y códigos de conducta sectoriales para el uso de subastas inversas, si éstas existen. Los problemas surgen cuando uno o más partes no se ajustan a las normas de la subasta. Esto puede ir desde quejas simples hasta litigios.
Los compradores no deberían asumir que en todos los casos se consigue el ahorro con las subastas inversas ya sea en un precio unitario o de la base del costo total. El ahorro de la subasta inversa puede ir desde un valor negativo (es decir, que cuesta dinero al comprador) a neutral (es decir, sin ahorros) a ahorros positivos (de 10—20%, pero el ahorro neto es generalmente la mitad o menos).
Una verdadera representación del ahorro no puede lograrse si se utilizan métodos de precio unitario enfocando en las métricas de compra como la variación del precio de compra, la variación de orden de compra, o variación de precios de materiales. En cambio, el ahorro del costo tiene que ser calculado, incluyendo las pérdidas directas e indirectas asociadas con el uso de acciones de revertir los resultados de la aplicación de subasta inversa, de las adquisiciones posteriores, y las actividades conexas, tales como devoluciones de los productos o servicios defectuosos, gastos de garantía, litigios, etc.
Se aconseja a los proveedores determinar si existe una propuesta de valor para ellos que justifiquen su participación.
Algunos han caracterizado a las subastas inversas como una forma tecnológicamente asistida de negociación que va en retroceso con respecto al desarrollo de las relaciones comprador-vendedor, la colaboración, y de compra. La subasta inversa también ha sido criticada como método de bajar precios a cuesta de la calidad– cuando un comprador usa una oferta de proveedores para obtener precios más bajos que otros.

## Estado Actual
La subasta inversa (también conocidas como servicio de subastas) están experimentando un resurgimiento actualmente (9/2008), según lo evidenciado por un número de sitios de subastas para los freelancers (e.g. eLance.com, guru.com, scriptLance.com) que están haciendo un volumen significativo de negocio ambos en gran número de los proyectos y de la cantidad de dinero pasados (20.000 proyectos en los 30 días pasados y sobre $100 millones pasados desde 2006 según el Web site de los eLance). Hay sitios al alcance; tales como los que se especializan en la programación, la escritura técnica, profesional, trabajo basado en escritorio (eLance.com, guru.com) o en las mejoras para el hogar y la construcción, e.g. blauarbeit.de y eGenie.co.uk. Preserval introdujo la subasta reversa en los créditos del carbono que negociaban la industria. Un sitio de alcance amplio, FlatDoor.com, cubre todos los tipos de trabajo en cualquier parte del mundo, incluyendo los proyectos voluntarios para las organizaciones no lucrativas.
Un artículo reciente en mayo del 2007, Subastas inversas – La guía de la supervivencia de un proveedor por la marca Chafkin, cita los estudios de Gartner como acertados. El mismo artículo cita a Sandy Jap, que estudia subastas inversas en la escuela de Wharton estimando que hasta mitad de todo el gasto corporativo se podría cierto día llegar a decidir por la subasta reversa.